# Enrique III de Nassau-Breda

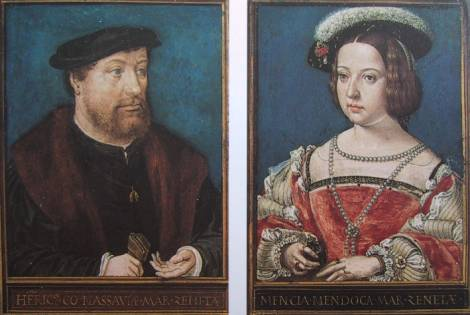
Enrique III y su tercera esposa Mencía de Mendoza.

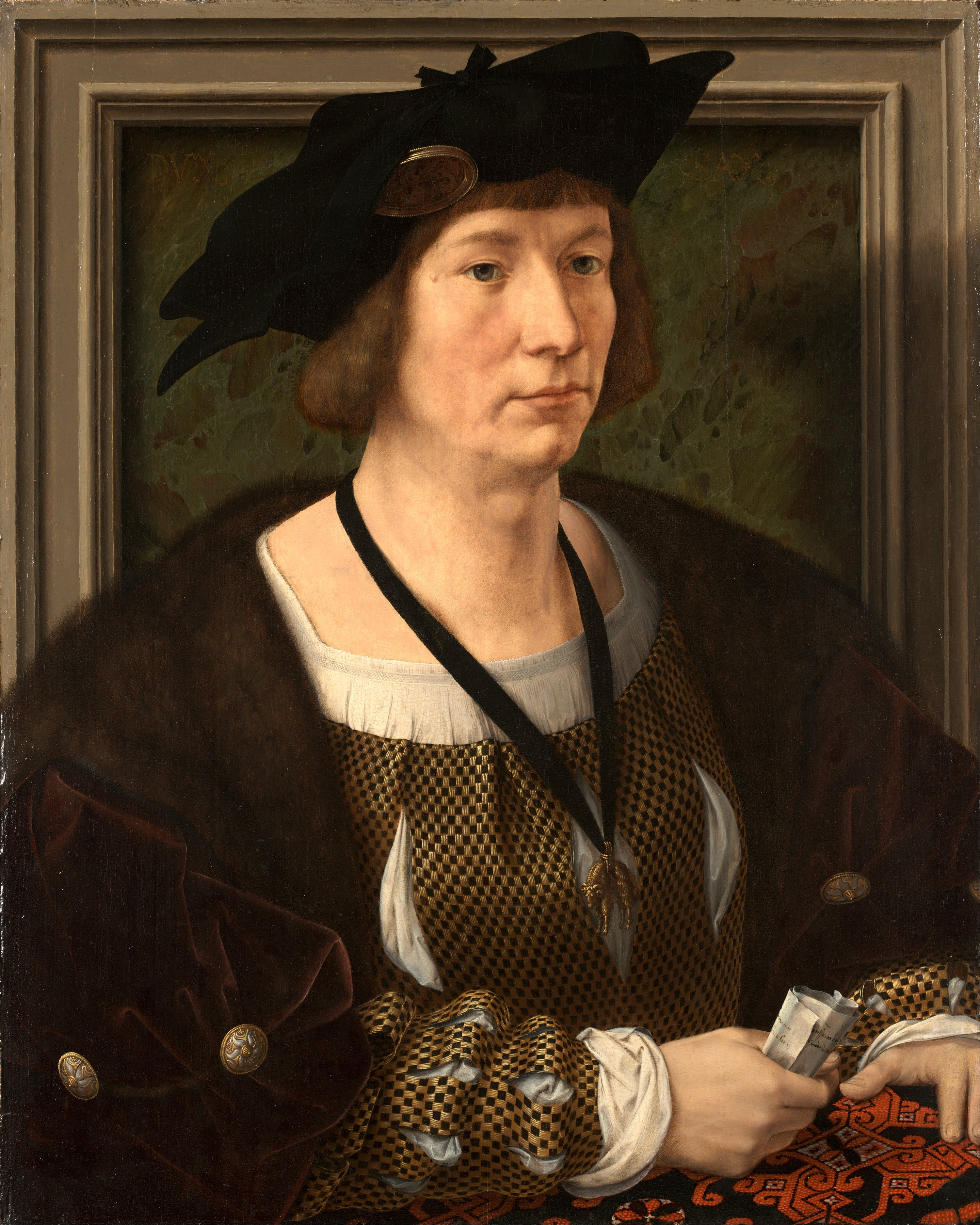
Retrato de Enrique III de Nassau atribuido a Bernard van Orley y a Jan Gossaert (Museo Kimbell de Fort Worth, Texas).

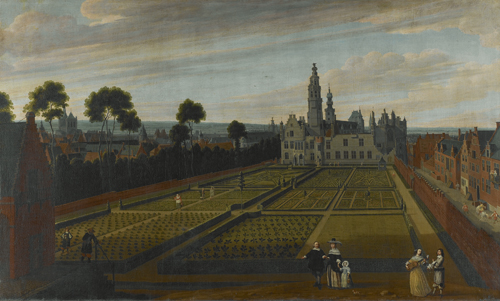
Guilliam van Schoor (paisaje) y Gillis van Tilborgh (figuras). El Palacio de Nassau en Bruselas, 1658. Bruselas, Musea voor Schone Kunsten van België.

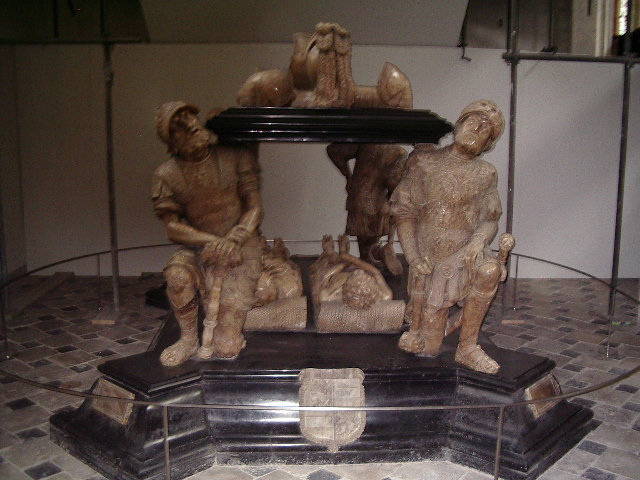
Monumento funerario de Engelberto II en la Iglesia de Nuestra Señora, Breda, Países Bajos. Enrique II y su hijo Renato están enterrados aquí.

Enrique III de Nassau-Dillenburg-Dietz (Siegen, 10 de enero de 1483-Breda, 14 de septiembre de 1538) fue un conde de la Casa de Nassau.

## Primeros años de vida
Fue el hijo del Conde Juan V de Nassau-Dillenburg e Isabel de Hesse-Marburg. Su hermano menor fue Guillermo I de Nassau-Dillenburg, padre de Guillermo el Taciturno.

### Matrimonios e hiijos
Enrique se casó tres veces:
- Luisa Francisca de Saboya (fallecida el 17 de septiembre de 1511), casadosa el 3 de agosto de 1503.
- Claudia de Châlon en mayo de 1515. Con Ella tuvo un hijo, Renato de Châlon, quien se convirtió en Príncipe de Orange en 1530 al morirse el hermano de Claudia, Filiberto de Chalôns.
- Mencia de Mendoza y Fonseca el 26 de junio de 1524.

Enrique no tuvo más hijos legítimos, aunque se sabe que tuvo algunos hijos ilegítimos, entre ellos Alexis de Nassau-Corroy e Isabelle de Nassau, ambos legitimados tras la muerte de su padre, y ambos tenían una descendencia impresionante. Uno de sus descendientes es Felipe Francisco de Berghes, primer príncipe de Grimberghen.
Su tercer matrimonio con Mencía de Mendoza y Fonseca fue fomentado principalmente por Carlos V, como parte de su plan para mezclar la nobleza de España y los Países Bajos. Sin embargo, Enrique nunca fue del agrado de los españoles, quienes lo consideraban un advenedizo alemán ruidoso y bárbaro. Ella, le sobrevivió, y se casó nuevamente con Fernando de Aragón, duque de Calabria.

## Vida pública
En 1499, el tío de Enrique, el conde Engelberto II, le invitó a las Diecisiete Provincias como su heredero. Viajó con Felipe el Hermoso hacia Castilla entre 1501 y 1503. A raíz de la muerte de su tío en 1504 Enrique heredó las posesiones de los Nassau en los Países Bajos, incluyendo el próspero señorío de Breda en el ducado de Brabante. Al año siguiente fue elegido caballero de la Orden del Toisón de Oro. Volvió a viajar a España entre 1505 y 1506. Se convirtió en una persona de confianza del joven Carlos V y en su chamberlán (1510), siendo el chamberlán principal hasta la muerte de Guillermo de Croy en 1521. La buena relación entre Enrique y Carlos se puede comprobar por el hecho de que Carlos no volvió a designar a ningún chamberlán principal después de la muerte de Enrique.
En 1519 Enrique formó parte de la delegación de Carlos cuando este último fue elegido Rey de los Romanos. Enrique también estuvo presente en la ceremonia de coronación del nuevo Emperador en Boloña el año 1530. Enrique fue miembro del Consejo Privado de Carlos desde 1515 y también del Consejo Privado de la archiduquesa Margarita de Austria entre 1525 y 1526. Enrique sirvió temporalmente como estatúder de las partes conquistadas de Güeldres y también fue estatúder de Holanda y Zelanda entre 1515 y 1521. Enrique volvió a España entre 1522 y 1530 y entre 1533 y 1534, esta vez junto a su hijo y esposa.

### Vida militar
Enrique fue un gran militar en los Países Bajos, defendiendo Brabante desde Güeldres en 1508. Fue Capitán General en la guerra con Güeldres entre 1511 y 1513, y luchó con Maximiliano de Austria contra Francia en 1514, participando en la Batalla de Guinegate (1513). Volvió a comandar ejércitos contra Güeldres y Francia entre  1516 y 1521, derrotando la Banda Negra, que estaba comandada por Carlos de Egmond, en 1518 y derrotó a Robert III de La Marck en 1521. Mantuvo alejado a Francisco I de Francia, quien invadió Hainaut ese mismo año. Posteriormente, Enrique conquistaba Tournai.

### Creencias
Aunque Enrique, quien asistió en la Dieta de Augsburgo en 1530, fue el primero en no sentir aversión hacia Martín Lutero y sus doctrinas, sin embargo, continuó siendo firmemente católico siguiendo el ejemplo de Carlos V, en un momento en el que la Europa germánica se estaba volviendo protestante. No aprobó la decisión de su hermano Guillermo, quien se convirtió al luteranismo.
Enrique resultó muy impresionado por el Renacimiento, sobre todo por sus artes, de las que encontró ejemplos en sus viajes a España e Italia. De hecho, en el año 1536 pidió al arquitecto italiano Tommaso Vincidor da Bologna reconstruir totalmente su castillo de Breda siguiendo la arquitectura renacentista. Se ha de decir que, aparentemente, sus gustos e intereses fueron superficiales, pues, en opinión de Erasmo de Róterdam, "Enrique era un platónico amigo de la ciencia".

## Fallecimiento
A su muerte en 1538, fue sucedido por su único hijo, pero el propio René murió en batalla solo unos años después, en 1544. Enrique yace enterrado debajo del monumento funerario que había erigido para su tío Engelbert en Grote kerk en Breda.